# Kim Jae-gang
Kim Jae-gang (en coreano: 김 재강; Daegu, 16 de agosto de 1987) es un luchador surcoreano de lucha libre. Participó en los Juegos Olímpicos de Pekín 2008 en la categoría de 120 kg, consiguiendo un 15.º puesto. Compitió en cuatro campeonatos mundiales, en la 10.ª posición en 2015. Quinto en los Juegos Asiáticos de 2010.  Ganó cuatro medallas en campeonatos asiáticos, una de oro en 2013. 